# مارول در برابر کپ‌کام: بی‌نهایت
«مارول در برابر کپ‌کام: بی‌نهایت» (انگلیسی: Marvel vs. Capcom: Infinite) یک بازی ویدئویی در سبک بازی مبارزه‌ای است که توسط کپ‌کام و در سال ۲۰۱۷ و در پلت‌فرم‌های مایکروسافت ویندوز، ایکس‌باکس وان، و پلی‌استیشن ۴ منتشر شده‌است.